# Diócesis de La Vega
La diócesis de La Vega (en latín: Dioecesis Vegensis) es una circunscripción eclesiástica de la Iglesia católica en la República Dominicana. Se trata de una diócesis latina, sufragánea de la arquidiócesis de Santiago de los Caballeros. Desde el 18 de octubre de 2024 su obispo es Carlos Tomás Morel Diplán.

## Territorio y organización
La diócesis tiene 4919 km² y extiende su jurisdicción sobre los fieles católicos de rito latino residentes en las provincias de: La Vega, Monseñor Nouel, Hermanas Mirabal y Sánchez Ramírez.
La sede de la diócesis se encuentra en la ciudad de La Vega, en donde se halla la Catedral de la Inmaculada Concepción.
En 2023 en la diócesis existían 60 parroquias.

## Historia

### Antecedentes
Concepción de la Vega fue sede de una de las tres primeras diócesis erigidas por los españoles en el Nuevo Mundo. El 8 de agosto de 1511 el papa Julio II, mediante la bula Romanus pontifex, erigió tres sedes, las diócesis de Santo Domingo y Concepción, en la isla La Española, y la diócesis de San Juan, en la isla de Puerto Rico, todas sufragáneas de la archidiócesis de Sevilla.
Fue nombrado obispo Pedro Suárez de Deza, quien fue el primero en llegar a la isla La Española en octubre de 1513; entre sus primeros actos estuvo la bendición de la colocación de la primera piedra de la Catedral de Santo Domingo. Suárez Deza fue también el único obispo de la diócesis de Concepción, que fue unida in persona episcopi suprimida de hecho en 1527 y unida a la diócesis de Santo Domingo. En 1606 fue suprimida formalmente, siendo absorbida por Santo Domingo.

### Diócesis de La Vega
La diócesis fue reerigida el 25 de septiembre de 1953 mediante la bula Si magna et excelsa del papa Pío XII, obteniendo el territorio de la arquidiócesis de Santo Domingo de la que originalmente era sufragánea.
Fue administrada por Francisco Panal Ramírez hasta que fue nombrado como su primer obispo en 1956.
El 16 de enero de 1978 cedió una porción de su territorio para la erección de la diócesis de San Francisco de Macorís mediante la bula Aptiora in dies del papa Pablo VI y al mismo tiempo adquirió el territorio de la provincia de Salcedo (desde noviembre de 2007 llamada provincia de Hermanas Mirabal), hasta entonces sometida a la jurisdicción de la diócesis de Santiago de los Caballeros.
El 14 de febrero de 1994 pasó a formar parte de la provincia eclesiástica de Santiago de los Caballeros.

## Estadísticas
Según el Anuario Pontificio 2024 la diócesis tenía a fines de 2023 un total de 838 000 fieles bautizados.
| Año                                                                             | Población            | Población | Población      | Sacerdotes | Sacerdotes    | Sacerdotes    | Bautizados por sacerdote | Diáconos permanentes | Religiosos | Religiosos | Parroquias |
| Año                                                                             | Bautizados católicos | Total     | % de católicos | Total      | Clero secular | Clero regular | Bautizados por sacerdote | Diáconos permanentes | Varones    | Mujeres    | Parroquias |
| ------------------------------------------------------------------------------- | -------------------- | --------- | -------------- | ---------- | ------------- | ------------- | ------------------------ | -------------------- | ---------- | ---------- | ---------- |
| 1966                                                                            | 852 350              | 871 430   | 97.8           | 61         | 26            | 35            | 13 972                   |                      | 38         | 101        | 33         |
| 1970                                                                            | 714 153              | 751 740   | 95.0           | 74         | 23            | 51            | 9650                     |                      | 59         | 129        | 36         |
| 1976                                                                            | 789 084              | 857 779   | 92.0           | 82         | 20            | 62            | 9622                     | 1                    | 78         | 175        | 36         |
| 1980                                                                            | 526 000              | 560 000   | 93.9           | 58         | 13            | 45            | 9068                     | 3                    | 52         | 115        | 25         |
| 1990                                                                            | 678 000              | 707 000   | 95.9           | 55         | 18            | 37            | 12 327                   | 18                   | 47         | 137        | 25         |
| 1999                                                                            | 715 000              | 794 000   | 90.1           | 75         | 39            | 36            | 9533                     | 15                   | 55         | 173        | 34         |
| 2000                                                                            | 691 240              | 768 045   | 90.0           | 78         | 41            | 37            | 8862                     | 30                   | 56         | 169        | 34         |
| 2001                                                                            | 691 245              | 768 045   | 90.0           | 81         | 44            | 37            | 8533                     | 30                   | 59         | 164        | 50         |
| 2002                                                                            | 691 245              | 768 045   | 90.0           | 84         | 45            | 39            | 8229                     | 30                   | 54         | 127        | 61         |
| 2003                                                                            | 691 245              | 768 045   | 90.0           | 87         | 46            | 41            | 7945                     | 37                   | 90         | 129        | 60         |
| 2004                                                                            | 610 881              | 880 254   | 69.4           | 89         | 49            | 40            | 6863                     | 49                   | 53         | 134        | 60         |
| 2013                                                                            | 801 000              | 977 000   | 82.0           | 92         | 67            | 25            | 8706                     | 65                   | 45         | 178        | 56         |
| 2016                                                                            | 788 482              | 799 588   | 98.6           | 110        | 78            | 32            | 7168                     | 87                   | 48         | 171        | 55         |
| 2019                                                                            | 811 000              | 822 500   | 98.6           | 115        | 72            | 43            | 7052                     | 102                  | 60         | 173        | 58         |
| 2021                                                                            | 824 745              | 836 540   | 98.6           | 122        | 80            | 42            | 6760                     | 132                  | 65         | 159        | 58         |
| 2023                                                                            | 838 000              | 850 000   | 98.6           | 121        | 77            | 44            | 6925                     | 106                  | 64         | 172        | 60         |
| Fuente: Catholic-Hierarchy, que a su vez toma los datos del Anuario Pontificio. |                      |           |                |            |               |               |                          |                      |            |            |            |

## Episcopologio
| Foto     | Escudo | Nombre                                    | Período                                                                                  |
| -------- | ------ | ----------------------------------------- | ---------------------------------------------------------------------------------------- |
|          |        | Francisco Panal Ramírez, O.F.M. Cap †     | 22 de junio de 1956-20 de diciembre de 1965 renunció                                     |
|          |        | Juan Antonio Flores Santana †             | 24 de abril de 1966-13 de julio de 1992 nombrado obispo de Santiago de los Caballeros    |
|          |        | Gabriel Antonio Camilo González           | 10 de octubre de 1992-23 febrero de 2015 retirado                                        |
|          |        | Héctor Rafael Rodríguez Rodríguez, M.S.C. | 23 febrero de 2015-7 de octubre de 2023 nombrado arzobispo de Santiago de los Caballeros |
| Centrado |        | Carlos Tomás Morel Diplán                 | Desde el 18 de octubre de 2024                                                           |